# Церик (Лукавац)
Церик је насељено мјесто у граду Лукавац, Босна и Херцеговина.

## Становништво
|           | 2013.        | 1991.         |
| Укупно    | 230 (100,0%) | 316 (100,0%)  |
| Бошњаци   | 225 (97,83%) | 284 (89,87%)1 |
| Срби      | 2 (0,870%)   | 32 (10,13%)   |
| Муслимани | 2 (0,870%)   | –             |
| Босанци   | 1 (0,435%)   | –             |

1. 1 На пописима од 1971. до 1991. Бошњаци су пописивани углавном као Муслимани.